# Twyfelfontein
Twyfelfontein – stanowisko archeologiczne położone w regionie administracyjnym Kunene w Namibii, będące jedynym na terytorium tego kraju obiektem wpisanym na listę światowego dziedzictwa UNESCO, od 2007. Jego najważniejszymi elementami są ok. 2 tysiące petroglifów, pochodzących z pierwszego tysiąclecia przed i pierwszego tysiąclecia naszej ery. 
Petroglify zostały wykonane przez zamieszkujące ten rejon ludy zbieracko-łowieckie i miały znaczenie kultowe. Grafiki przedstawiają lwy, nosorożce, słonie, strusie i żyrafy, a także odbicia ludzkich stóp i zwierzęcych łap. Niektóre spośród nich ukazują sceny transformacji człowieka w zwierzę. W skład stanowiska wchodzi również sześć dawnych schronień ludzkich, udekorowanych malowidłami w kolorze ochry, przedstawiającymi ludzi. Na terenie Twyfelfontein znaleziono również drobne przedmioty, m.in. różnego rodzaju kamienne artefakty.